# Jean Dullaert de Gante

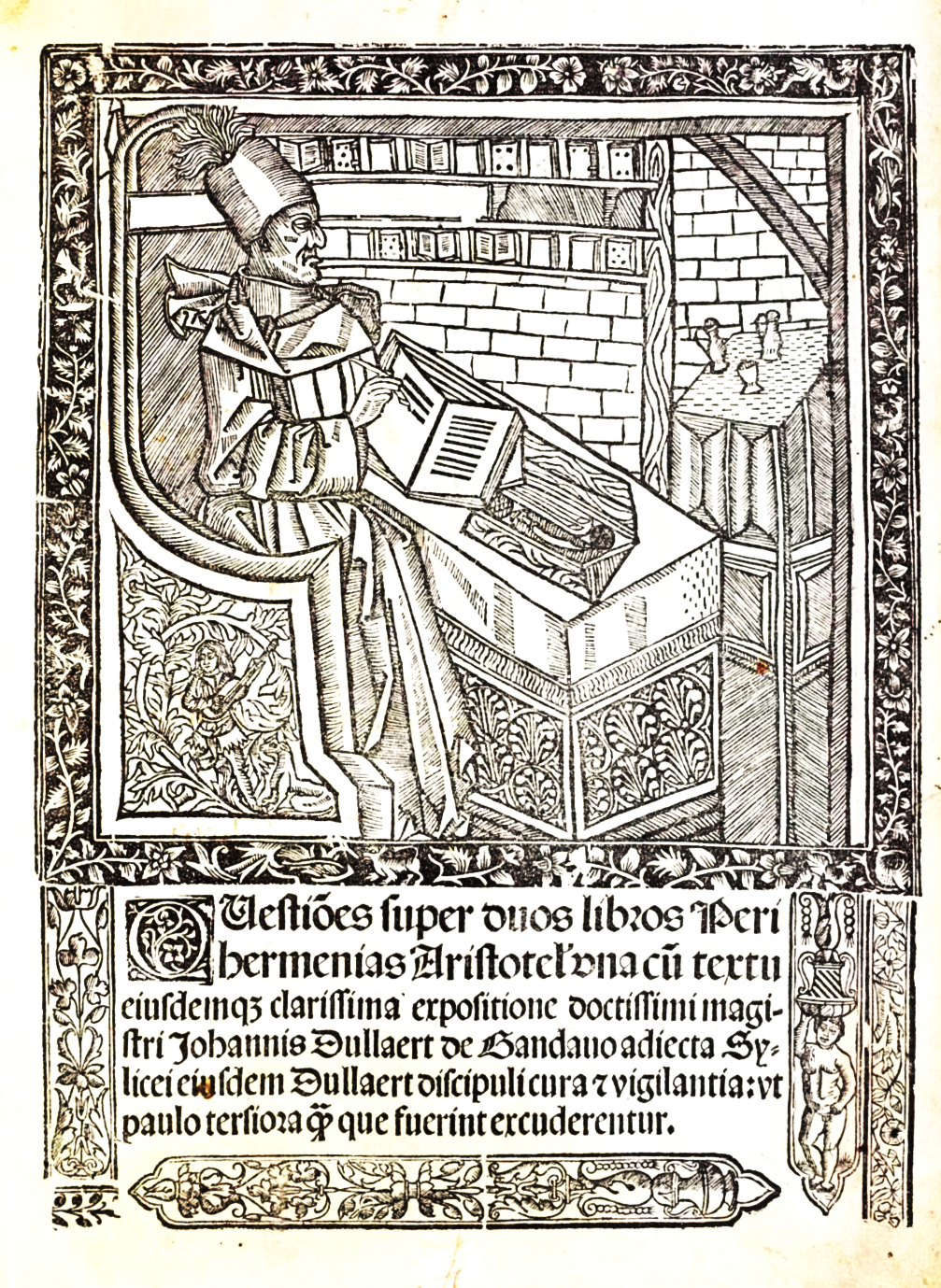
Quaestiones super octo libros phisicorum Aristotelis necnon super libros de celo et mundo, edición publicada en Salamanca en 1517.

Jean Dullaert de Gante (flamenco Jan Dullaert, latinizado como Ioannis Dullardi, Gante, c. 1480 - París, 19 de septiembre de 1513) fue un filósofo y lógico flamenco que vivió en Francia como fraile agustino. Elucidó los principios de la lógica proposicional en sus comentarios sobre las obras de Aristóteles publicadas entre 1506 y 1509.
Dullaert nació en Gante y se mudó a París a la edad de catorce años para estudiar y se convirtió en estudiante de John Mair (o John Major 1470–1550) en el Collège de Montaigu. En 1509 se trasladó al Collège de Beauvais. Recibió un baccalaureus formatus en teología del Collège de la Sorbonne y se convirtió en profesor, influyendo en muchos estudiosos de la época, incluidos Gaspar Lax, Juan de Celaya y Juan Luis Vives. Dullaert es conocido por unos diez libros en los que contribuyó. Su alumno Vives escribió una biografía en 1514. Dullaert sostuvo un punto de vista realista y se opuso a las ideas del nominalismo del período.
Sus obras, incluidas las editadas por otros:
- Quaestiones super octo libros phisicorum Aristotelis necnon super libros de celo et mundo (1506)
- Subtilissime questiones super octo physicorum libros Aristotelis (1509, comentarios sobre J. Buridanus)
- Questiones super duos libros peri hermenias Aristotelis una cum ipsius textu eiusque clarissima expositione (1509 editado por Juan Martínez Silíceo)
- Librorum Meteororum [Aristotelis] facilis expositio (1512)
- Pauli Veneti philosophi clarissimi liber maximus de compositione mundi (1512)
- Notas sobre Hyginus' Astronomica (1512)
- Tractatus Terminorum (1521, editado póstumamente, quizá por Johannes Drabbe Bonicollius)
- Questiones in librum Predicabilium Porphirii (1521)
- Questiones in librum praedicamentorum Aristotelis (c. 1523)